# Högs distrikt, Skåne
Högs distrikt är ett distrikt i Kävlinge kommun och Skåne län. 
Distriktet ligger sydväst om Kävlinge. 

## Tidigare administrativ tillhörighet
Distriktet inrättades 2016 och utgörs av socknen Hög i Kävlinge kommun.
Området motsvarar den omfattning Högs församling hade vid årsskiftet 1999/2000.